# Інгібітор CETP
Інгібітори CETP це клас препаратів, які пригнічують білок перенесення ефіру холестерилу (англ. Cholesteryl ester transfer protein, CETP).     Вони досліджувалися в якості ліків для зниження ризику атеросклерозу шляхом покращення показників ліпідів у крові. Наразі жоден інгібітор CETP не був офіційно допущений до клінічної практики як затверджений лікарський засіб. 
Як правило, ці засоби зазнавали невдачі в клінічних випробуваннях, спричиняючи помітне збільшення смертності (торцетрапіб) або не маючи значущого клінічного покращення, незважаючи на підвищення ЛПВЩ (далцетрапіб, евацетрапіб).
- Торцетрапіб: невдача в 2006 році через надмірну кількість смертей у фазі III клінічних випробувань.
- Далцетрапіб: розробку призупинено в травні 2012 року, коли випробування III фази не показали клінічно значущої ефективності. [5]
- Евацетрапіб: розробку припинено в 2015 році через недостатню ефективність. [6]

- Анацетрапіб: у 2017 році дослідження REVEAL за участю понад 30 000 учасників показало помірну користь від додавання анацетрапібу до терапії статинами. [7] Компанія Merck припинила розробку препарату в 2017 році, дійшовши висновку, що він недостатньо ефективний, щоб бути конкурентоспроможним продуктом. [8] [9]
- Обіцетрапіб (TA-8995, AMG-899): результати ІІ фази були повідомлені в 2015 році, а випробування ІІІ фази розпочалися в 2023 році. [10]

## Механізм
Препарати цього класу значно підвищують рівень холестерину ЛПВЩ, знижують рівень холестерину ЛПНЩ і посилюють зворотний транспорт холестерину.
Інгібітори СЕТР блокують білок перенесення ефіру холестерилу (СЕТР), який зазвичай переносить холестерин з холестерину ЛПВЩ на ліпопротеїни дуже низької або низької щільності (ЛПДНЩ або ЛПНЩ). Пригнічення цього процесу призводить до підвищення рівня ЛПВЩ і знижує рівень ЛПНЩ.  Інгібітори СЕТР не знижують рівень смертності, інфаркту чи інсульту у пацієнтів, які вже приймають статини. 

## Фармакогеноміка
У 2015 році фармакогеномне піддослідження клінічного випробування dal-OUTCOMES на вибірці у 5749 осіб виявило генетичний варіант гена ADCY9, який модулює відповідь на дальцетрапіб. У пацієнтів з генотипом rs1967309 «AA» спостерігалося значне зниження частоти серцево-судинних подій у групі дальцетрапібу, тоді як у пацієнтів, які не були носіями, був підвищений ризик.  Починаючи з 2015 року, у дослідженні dal-GenE досліджували ефективність дальцетрапібу в генетичній субпопуляції. 

## Хімічні структури

Анацетрапіб
Дальцетрапіб
Евацетрапіб
Обіцетрапіб
Торцетрапіб